# طلعت تاج الدين
طلعت تاج الدين روسي: Талгат Сафич Тадзетдинов) مفتي روسيا الحالي وأحد علماء وأعيان التتار ومن معارضي الحركات الجهادية في روسيا ومشارك في حوارات الأديان.